# Pellaea crenata
Pellaea crenata är en kantbräkenväxtart som beskrevs av Tryon. Pellaea crenata ingår i släktet Pellaea och familjen Pteridaceae. Inga underarter finns listade.